# Anthoceros javanicoides
Anthoceros javanicoides là một loài rêu trong họ Anthocerotaceae. Loài này được H.A. Mill. mô tả khoa học đầu tiên năm 1981.